# Lars Lovén
Lars Henry Sverker Lovén, född 12 december 1973, är en svensk dokumentärfilmare och journalist som bland annat regisserat filmen Fonko från 2016 tillsammans med Daniel Jadama och Göran Hugo Olsson. 